# Ухте
Ухте (нім. Uchte) — громада в Німеччині, розташована в землі Нижня Саксонія. Входить до складу району Нінбург. Центр об'єднання громад Ухте.
Площа — 90,69 км2. Населення становить 4977 ос. (станом на 31 грудня 2021).